# Morpho huallaga
Morpho huallaga är en fjärilsart som beskrevs av Peter William Michael 1931. Morpho huallaga ingår i släktet Morpho och familjen praktfjärilar. Inga underarter finns listade i Catalogue of Life.